# Pico Turquino
Pico Turquino – najwyższy (1974 m n.p.m.) szczyt Kuby, leżący w prowincji Santiago de Cuba w paśmie górskim Sierra Maestra. Obszar wokół szczytu zajmuje Park Narodowy Turquino, rozciągający się na powierzchni 229,38 km² (22 938 ha).